# Lepidiomyia strigosellacola
Lepidiomyia strigosellacola är en tvåvingeart som först beskrevs av Fedotova 1994.  Lepidiomyia strigosellacola ingår i släktet Lepidiomyia och familjen gallmyggor.
Artens utbredningsområde är Kazakstan. Inga underarter finns listade i Catalogue of Life.